# Physaria curvipes
Physaria curvipes là một loài thực vật có hoa trong họ Cải. Loài này được (A. Nelson) Grady & O'Kane mô tả khoa học đầu tiên năm 2007.